# Lucky Fred
Lucky Fred es una serie de televisión de animación española de 2011 creada por Myriam Ballesteros e Imira Entertainment, coproducida por la compañía en conjunto con Televisió de Catalunya, RAI Fiction en Italia y Top Draw Animation en Filipinas.

## Sinopsis
Fred, un chico normal de 13 años, que accidentalmente se convierte en el dueño de un robot con superpoderes, capaz de transformarse en cualquier objeto que Fred desee. Basta una orden de Fred y el increíble robot se transforma en una tabla de skate voladora, en una raqueta de tenis infalible o, incluso, en un doble robótico de su madre. El verdadero nombre del robot es ANIQUILAITOR 9-0-9-0-9-0-9, pero responde al nombre que Fred le dio, ‘Friday’. Antes de desviarse de su rumbo, Friday fue enviado a la Tierra para servir a Braianna, la vecina de Fred. Una chica de su misma clase, muy especial y que oculta un gran secreto. Ella es, en realidad, el ‘Agente Brains’, miembro de la fuerza de seguridad intergaláctica secreta ‘Los protectores’. Brains es la protectora asignada a la Tierra y su misión es rechazar cualquier amenaza alienígena, antes de que ésta sea detectada por la población. Fred, Friday y Brains forman un trío de amigos que se divierten, van al instituto y juntos salvan el planeta. Mientras Fred y Friday siempre piensan en cómo pasarlo en grande.

## Doblaje al español
| Personaje                   | Actor de doblaje (Latinoamérica) | Actor de doblaje (España)     |
| --------------------------- | -------------------------------- | ----------------------------- |
| Fred                        | Víctor Díaz                      | Aitor González                |
| Braianna / Agente Brains    | Lileana Chacón                   | Carmen Podio                  |
| Eddie                       | Reinaldo Rojas                   | Álex Saudinós                 |
| Friday                      | Rolman Bastidas                  | Francisco Javier García Sáenz |
| Jefe de "Los Protectores"   | Juan Guzmán                      | Antonio Villar                |
| Mort                        | Fernando Márquez                 | Yolanda Pérez Segoviano       |
| Sir Percival                | Ricardo Sorondo                  | Javier Balas                  |
| Wally K.                    | Jhonny Torres                    | Blanca Rada                   |
| Directora                   | Valentina Toro                   | Ana Isabel Hernando           |
| Agente Alpha Uno            | Eder La Barrera                  |                               |
| Corky                       | Rocío Mallo                      | Yolanda Pérez Segoviano       |
| Gorgolon, el leal / Poodles | Rebeca Aponte                    |                               |
| Padre falso de Braianna     | Rolman Bastidas                  |                               |
| Madre falsa de Braianna     | Elena Díaz Toledo                |                               |
| Caribú                      | Héctor Indriago                  |                               |
| General                     | Armando Volcanes                 |                               |
| Letreros                    | Luis Miguel Pérez                |                               |
| Nora                        | Lupita Leal                      |                               |

## Personajes

### Personajes Principales
- Frederick "Fred" Luckpuig: es un chico de 13 años, estudiante de secundaria, optimista, alegre y entusiasta y muy cool. Un chico impulsivo y social. Al igual que la mayoría de los jóvenes de su edad, Fred prefiere tomar el camino más fácil, o la manera más fresca, a la hora de resolver problemas difíciles, especialmente si se trata de la escuela. Siempre da lo mejor si quiere impresionar a sus amigos, o la chica que le gusta. Fred tiene confianza en sí mismo y es leal a sus amigos Braianna y Friday. A veces, cuando el pánico se le golpea, se mete en un manojo de nervios y no puede tomar ninguna decisión. Fred siempre solía tener mucha mala suerte, hasta que un día, el ANIQUILAITOR 9-0-9-0-9-0-9, el robot con la tecnología más avanzada de todas llegó a sus manos. Fred lo apodó Friday (viernes en inglés) quizá en referencia al viernes 13, que aunque suele ser un día de mala suerte, le dio a Fred mucha suerte. Su característica especial es que siempre lleva dos dados en la mano. Uno blanco y otro negro, los cuales usa para tomar decisiones ("Desafortunado Fred"). Su frase es "Dulce maíz" y está enamorado de Nora, una chica de su mismo curso. No hay duda de que Fred no es la persona más adecuada para cuidar de un robot de gran alcance como Friday. Por desgracia, Fred no puede darle la espalda, e incluso si pudiera, no lo haría. Y es que Fred ama a su amigo robot y cuidadosamente se ocupa de él. Él realmente disfruta de estar con él. ¿Puede haber algo más divertido que un transformador-robot que puede convertirse en un gran coche 4x4 para las carreras de barro? O nada más práctico que un amigo capaz de convertirse en una taladradora cuando te apetece ir por debajo de la corteza terrestre?

- Braianna/Agente Brains: es la vecina de Fred y su mejor amiga, que oculta un gran secreto. Ella es, en realidad, la “Agente Brains”, miembro de “Los Protectores”. Brains es la Protectora asignada a la Tierra y su misión es rechazar cualquier amenaza alienígena, antes de que esta sea detectada por la población. La Agente Brains es increíble. Ella es académicamente brillante, humilde y culta. Ella es ágil y fuerte como una gimnasta olímpica con un cinturón negro en cada arte marcial única en toda la Galaxia, después de haber sido enseñada en la Academia de "Los Protectores", donde se formó y aprendió todo, menos cómo ser una chica normal. Ahora que ella ha sido asignada para estar en la Tierra, tiene que hacer un esfuerzo para hacerse pasar por "Braianna Robeaux", una chica nerd torpe casi invisible, con la asistencia mala y malas notas. Todos los profesores piensan que Braianna no se esfuerzan lo suficiente. Cuando se transforma en Brains, tiene confianza en sí misma y demuestra ser una verdadera experta en la ingeniería y la ciencia robótica. Sin embargo, mientras que en la escuela, ella se siente insegura e incapaz de comprender los matices de las relaciones humanas enigmáticos. En el fondo, a Brains le gustaría ser como cualquier otra chica. Ella es hija del Super comandante, y aunque no pasan mucho tiempo juntos (Porque se puede ver que él siempre esta en una nave en el espacio) Braianna lo quiere mucho. Normalmente lo llama "Super Comandante" pero a veces se le escapa llamarlo simplemente "Papá". Para mantener su secreto, usa RoboPadres, llamados Roberth y Robertha, que son unos robots algo chiflados. Su relación con Fred es solo amistad. Pero se puede ver que a veces, cuando Fred habla con Nora ella se enojada o disgustada con ello ("No listo para el combate" y "Tienes un Fred-mail"). A pesar de que ella siempre lucha con grandes y temibles alienígenas en "Ardillofobia" se revela que le tiene fobia a las ardillas, pero parece superarlo gracias a la ayuda de Fred y Friday.

- Friday: Su verdadero nombre es Aniquilator 9-0-9-0-9-0-9. Friday es un robot alienígena super inteligente que es capaz de cambiar de forma y convertirse en cualquier cosa que Fred desee. Normalmente, es algo divertido, como una mochila de vuelo o en un par de zapatillas de baloncesto que te hacen saltar a la canasta. A Friday le encanta ir a la escuela con Fred escondido en su mochila, transformado en un reloj, o un reproductor de mp3. Friday obedece las órdenes de Fred como su hermano pequeño, haciendo todo lo que dice con entusiasmo. Friday es como un niño grande - entusiasta, impulsivo, impaciente y juguetón. Para Friday, todos los días en este extraño planeta llamado Tierra es una fiesta y él explora el mundo de Fred como un niño en una tienda de dulces. Friday es un robot muy sofisticado, pero tiene sus puntos débiles. Por ejemplo, si se moja, puede obtener un cortocircuito y se comporta de manera loca, o si se acerca demasiado a un imán, su memoria se dañará gravemente. Friday fue concebido como un arma poderosa para la protección de la Tierra y programado para obedecer sólo a la voz de su amo, que estaba destinado a ser para Brains. Cuando Friday fue enviado a la Tierra, un pequeño accidente hizo que se quedara al lado de Fred, en lugar de aterrizar en la plataforma de la pista de Brains. Sin embargo, el padre de Brains, el Comandante de "Los Protectores", todavía cree que todo salió como estaba previsto y que el Aniquilador está todavía en control de Brains.

- Comandante: es el líder de la agencia galáctica de "Los Protectores" y el padre de Brains. Todo el tiempo se encuentra en el espacio en el satélite de los protectores. Es el encargado de informar a Brains de todas sus misiones, pero sus labores en la vida cotidiana son desconocidas por el momento. No sabe que Friday le pertenece a Fred, porque Brains teme que se enoje si se entera. Por lo que en varias ocasiones le sugiere utilizarlo.

### Personajes Secundarios
- Sir Percibal: Es uno de los compañeros de clase de Fred. Como todos los que rodean a Fred, no sabe de la existencia de Friday y no tiene idea de la identidad secreta de Braianna. Es de origen asiático pero se siente ciudadano de la "Ciudad de lo Genial". Pone poses de hip-hop cool, le gusta mucho la tecnología y es un Don Juan. Le gusta mover el esqueleto al ritmo que suene en su cabeza.

- Eddie: Eddie es uno de los compañeros de Fred, y también uno de sus mejores amigos y cool. Es de origen africano, con el pelo estilo rastafari, una vincha celeste, una playera blanca de bordes verdes con su inicial grabada arriba de una remera roja y una bandana atada en la cabeza. También usa Capri beige y zapatillas color salmón. Es una buena cool y es un atleta, nadie patina como el y puede tocar cualquier instrumento. Ama el yoga y el taichí y habla un poco de varios idiomas. Y si no es suficiente, tiene las más altas notas de la escuela.

- Thomas: Thomas es uno de los compañeros de Fred, y uno de sus mejores amigos. Es un fanático del fútbol, no es muy inteligente y siempre se confunde, pero también es muy cool. Como en Afeitado Apurado, donde cree que los capitanes de la Costa de Berbería eran jugadores de Fútbol. Es entusiasta, y es divertido estar con él. Él siempre es el último en comprender los chistes o comentarios irónicos de sus compañeros... si es que alguna vez lo hace. A pesar de todo, su inocencia lo presenta como un buen tipo.

- Nora: Ella es la chica de la que Fred está enamorado. Para Fred ella es la más linda y bella de la escuela, cuando ella está cerca, Fred se comporta tontamente. A pesar de que Fred no se ha dado cuenta, ella si lo ha notado. Si Fred sólo se comportara como una persona normal por un segundo, tal vez sería más efectivo para ambos a la hora de hablarse. Muchas veces influye en lo que hace Fred al decirle lo que piensa sobre algún tema causa que Fred trate de impresionarla.

- Mort: (Morton Botswadel) es un compañero de Fred. Es muy bajo en comparación con los otros, pero también es muy inteligente y cool. Es el hermano mellizo de Corky y trabaja para el periódico escolar. Es muy presumido, por lo que no es muy querido por los otros de la clase (En especial por Brianna, que no puede soportarlo). Siempre presume de sus buenas notas en la escuela escribiendo artículos sobre el mismo y casi siempre hace quedar mal a la gente. Es pelirrojo, usa lentes. Lleva una camiseta celeste debajo de un chaleco morado, siempre lleva una corbata-moño, pantalones rojos y zapatos rojos de tono muy oscuro.

- Corky: Es la hermana melliza de Mort. Corky es una problemática. Está acostumbrada a hacer comentarios negativos en la clase. Ella no es muy atractiva, pero piensa que es la chica más guapa y que los chicos se vuelven locos por ella y también trata de ser inteligente y cool. Se viste realmente fuera de moda, pero ella cree que es un icono de elegancia y se cree mejor que todos. Ella es la hermana menor de Mort. Guarda un gran parecido con su hermano tanto física como psicológicamente. Es pelirroja, usa dos colitas largas. Se viste con una remera púrpura, una falda violeta y usa lentes.

- Wally K: Wally K. es uno de los compañeros de Fred. Es el típico chico matón, grande y no muy amado. Él es el más bully de todos los matones en la ciudad. Fred trata de mantenerse lejos de él, pero sin saber cómo, siempre termina siendo uno de sus objetivos preferidos. Tiene un promedio de D. Al parecer tampoco se lleva bien con los profesores. También se ve que se mofa de todo, que se puede apreciar en "Afeitado Apurado" donde se burla del bigote de Fred. En "Mamá Robot" se ve que está buscando a Fred para reírse delante de él por la mala fiesta que dio. En "El Chico del Tiempo" se burla de Fred y Brianna por tener abrigos de invierno en la playa.

- Sara: Sara es una chica pelirroja áfroamericana, la mejor amiga de Nora y una de las compañeras de Fred. Sara casi nunca ha hablado con Fred, pero aun así también es su amiga. A veces a ella y a Nora se las ve juntas y siempre está dispuesta a defenderla. En la mayoría de veces les gusta lo mismo, como se puede ver en "Afeitado Apurado", "Cosas de Chicas" y "El Robot Brains". Aunque también tienen gustos distintos, ella juega en el "Equipo Femenino de Basquet" de la escuela y Nora es una de las animadoras de equipo.

- Señor Thonsils: El señor Thonsils está todo el tiempo resfriado. Enseña historia y literatura. Pocas cosas en la Tierra son tan aburridas como sus clases. Si no fuese por sus estornudos, sus alumnos se la pasarían totalmente dormidos. Como el resfriado no le deja oír bien siempre termina haciendo cosas irresponsables para un profesor, como dejar salir a los alumnos antes de la clase.

- Profesor Fractal: Fractal odia a sus estudiantes, por eso es el hueso más difícil de roer en la escuela. Se cree que es muy inteligente y ama las ciencias y las matemáticas. Su voz es casi siniestra. Cree que Braianna no es muy inteligente. A pesar de esto, es un gran maestro.

- Directora Darling: La Directora Darling es la directora de la escuela de Fred. Es una mujer dura y sin sentido del humor. No hay nada que pase en los pasillos que ella no sepa. Tiene el cabello color púrpura y utiliza un traje negro. Aún con esto se preocupa mucho por mantener el orden por el bien de todos en la escuela.

- Simon Luckbutch: Es el padre de Fred. Le gusta pasar tiempo de calidad padre e hijo como yendo de pesca o haciendo tareas de casa. Es atlético, fuerte, y un hombre alentador, cuando hay un problema en la casa le dice a su hijo lo que debe hacer antes de que su madre se entere.

### Villanos
- Puddles: (Borgodon el leal) es un pequeño alienígena con forma de cachorro. Es de la raza de los canilianos. según él la especie más orgullosa del universo. Además de ser más inteligente que un perro normal y caminar en dos patas, su especie no es diferente de los perros normales. Ya que no han inventado una forma de quitarse las pulgas y persigue ardillas involuntariamente.

- Tiernitos: Son alienígenas con grandes ojos y de apariencia amable. Los tiernitos son peligrosos y con el peor carácter de toda la galaxia (Según el Comandante).

- Pulpos mutantes alienígenas: Se trata de alienígenas con forma de pulpos de color verde musgo, y con algunas manchas del mismo color en su cabeza. Tienen un solo ojo rojo en medio de su cabeza y pequeños dientes en sus bocas. Además, a diferencia de los pulpos comunes, tienen más de 8 tentáculos y son enormes. El líder de ellos, es de color rojo oscuro y dos veces más grande que sus súbditos.

- Insectos peludos alienígenas: Son de alienígenas de tamaño diminuto, pero viajan en sepas de enormes cantidad que forman una nube de insectos enorme. Haciendo referencia a su nombre, su cuerpo tiene un grueso pelaje verde. Están dotados con dos pares de alas y dos pares de patas y un pico puntiguado. Sus ojos son amarillos. Su picadura hace crecer vello, que al ser cortado crece con más densidad y rapidez.

- Princesa Iria VII: Bella y seductora. La Princesa Galáctica Iria VII (del planeta Porcelania) es una alienígena humanoide que utiliza a la gente para cumplir todos sus deseos, por pequeño que fuese. Su secreto, un aroma irresistible de galletas echas de flores y luz de sol (Según Fred y Friday) que despide toda su familia, que provoca que todos la obedescan, incluso si no quieren. Por extraño que parezca, Iria tiene un gran parecido con Braianna, tanto que ella afirma que es "Como mirarse a un espejo". Fred también lo menciona, cuando la conoce dice que se parece a Braianna, solo que menos sería y mejor vestida. Iria Vll no tiene piernas, sino que tiene 2 pares de téntaculos que usa para trepar superficies verticales.

- Carahuevo: El archienemigo de la Agente Brains. Un alienígena rosa que adora los problemas matemáticos y con el ego más grande de toda la galaxia. Nunca admitirá que Brains es más inteligente que él. No puede soportar escuchar su nombre y mucho menos a Fred, desde que éste frustró sus planes de destruir la Tierra, sentándose sobre su Huevo-Control.

- Demonios de Lodo: Los Demonios de lodo son criaturas que viven en el subsuelo de la tierra.